# Airplay
Airplay is de optelsom van het aantal keren dat een liedje wordt gedraaid op radiostations tussen 07.00 en 19.00 uur. Deze gegevens worden gebruikt door pluggers van de platenmaatschappij om aan te tonen dat de single hitpotentie heeft. Airplaygegevens kunnen ook gebruikt worden bij het samenstellen van de hitparades in combinatie met de verkoopgegevens van een aantal geselecteerde platenwinkels in het land.
Airplay op veel radiostations wordt gecontroleerd door een instelling die via inluistering op de FM-band een streepjescode op de single kan constateren. Hierdoor wordt elektronisch gemeten of de bewuste cd inderdaad op de deelnemende radiostations uitgezonden wordt.